# Кабанов, Сергей Борисович
Серге́й Бори́сович Каба́нов (15 марта 1986, Москва, СССР) — российский футболист, защитник.

## Карьера
Как и его старший брат Максим, Сергей Кабанов является воспитанником московского «Спартака». Он учился в спартаковской школе с шести лет, и 5 раз выигрывал со своими одногодками чемпионат Москвы. В 2003 году Кабанов впервые сыграл за дубль «Спартака», а в следующем году отправился в аренду в ставропольское «Динамо». В том сезоне клуб выиграл первенство Второго дивизиона зоны «Юг», но по финансовым соображениям отказался от повышения в классе. В 2005 и 2006 году Кабанов постоянно играл в дубле «Спартака», но лишь однажды вышел на замену в Премьер-лиге, когда в августе 2006 года москвичи отправились во Владивосток вторым составом. В начале 2007 года Кабанова арендовала «Алания» из Первого дивизиона, где он быстро стал игроком основного состава; владикавказцы выкупили защитника. Летом 2008 года Кабанов перешёл в «Томь», но закрепиться в клубе ему не удалось. 2009 год он с переменным успехом провёл в «Шиннике», а 2010 начал в Астрахани. В «Волгарь-Газпроме» Кабанов тоже не заиграл, и отправился во Второй дивизион, где помог московскому «Торпедо» подняться в Первый дивизион.